# فرودگاه بین‌المللی کومودورو ارتورو مرینو بنیتز
فرودگاه بین‌المللی کومودورو ارتورو مرینو بنیتز (به انگلیسی: Comodoro Arturo Merino Benítez International Airport) (به زبان بومی: Pudahuel Airport) یک فرودگاه همگانی و نظامی مسافربری با کد یاتا SCL است که یک باند فرود آسفالت دارد و طول باند آن ۳۸۰۰ متر است. این فرودگاه در کشور شیلی قرار دارد و در ارتفاع ۴۷۴ متری از سطح دریا واقع شده‌است.

## شرکت‌های هواپیمایی و مقصدهای پروازی

### مسافری
| شرکت‌های هواپیمایی        | مقصدهای پروازی |
| ------------------------ | --- |
| ارولینیاس آرژانتیناس     | محله هوایی یورگ نوبری، مینیسترو پیستارینی، اینگنیرو ارناوتیکو امبرسیو تاراولا (آغاز از ۱۰ سپتامبر ۲۰۱۷) |
| آئرومکزیکو               | مکزیکو سیتی |
| ایر کانادا               | مینیسترو پیستارینی، پیرسون تورنتو |
| ایر فرانس                | شارل دوگل پاریس |
| آلیتالیا                 | لئوناردو دا وینچی-فیومیچینو |
| امریکن ایرلاینز          | دالاس-فورت ورث، میامی |
| اویانکا                  | ال دورادو |
| اویانکا برزیل            | سائو پائولو گوارولوس |
| اویانکا کاستاریکا        | خورخه چاوز |
| بریتیش ایرویز            | هیترو لندن |
| کوپا ایرلاینز            | توکومن |
| دلتا ایرلاینز            | هارتسفیلد-جکسون آتلانتا |
| گول ایر ترنسپورت         | ریو دوژانیرو گالیائو، سائو پائولو گوارولوس |
| ایبریا ایرلاین           | مادرید-باراخاس |
| JetSmart                 | سروو مورنو، ال لوا، کریل سر (آغاز از ۱۵ اوت ۲۰۱۷), دسیرتو دا اتاکما (آغاز از ۲۱ اوت ۲۰۱۷), لا فلوریدا (آغاز از ۷ اوت ۲۰۱۷), ال تپوال (آغاز از ۱۴ سپتامبر ۲۰۱۷), Temuco (آغاز از ۲۵ سپتامبر ۲۰۱۷) |
| کاال‌ام                   | اسخیپول آمستردام، مینیسترو پیستارینی |
| لان آرژانتین             | پرزیدانت پرون (آغاز از ۴ اکتبر ۲۰۱۷), دمینگوو فاستینو اسارمینتو (آغاز از ۳ اکتبر ۲۰۱۷) |
| تام ایرلاینز             | خورخه چاوز، ریو دوژانیرو گالیائو، سائو پائولو گوارولوس |
| لان ایرلاینز             | سروو مورنو، چاکلوتا، اوکلند، ال دورادو، محله هوایی یورگ نوبری، مینیسترو پیستارینی، ال لوا، کانکون، کینتانا رو، Castro، کریل سر، دسیرتو دا اتاکما، اینگنیرو ارناوتیکو امبرسیو تاراولا، بالماسدا، ماتاوری، فرانکفورت، خوزه خواکین د اولمدو، دیگو اراسنا، ال آلتو، لا فلوریدا، خورخه چاوز، لس‌آنجلس، مادرید-باراخاس، ملبورن (آغاز از ۵ اکتبر ۲۰۱۷)، گاورنر فرنسیسکو گابریلی، مکزیکو سیتی، میامی، کراسکو، جان اف کندی، کانال بایو کارلوس هوت سیبرت، فاآ، ال تپوال، پرزیدانت کارلوس ایبانیز دل کامپو، پونتا کانا، ریو دوژانیرو گالیائو، رسریو – ایسلس ملوینس، ویرو ویرو، سائو پائولو گوارولوس، نیروی هوایی سلطنتی ماونت پلزنت، سیدنی، Temuco، سپهبد بنجامین ماتینزو (آغاز از ۲ اکتبر ۲۰۱۷), پیچوی فصلی: تنینته لوییس کندلاریا (آغاز از ۳ ژانویه ۲۰۱۸), هرکیلیو لوز، اورلاندو، Puerto Natales، کاپیتان دا کوربتا کارلووس برندزینو کوربلو (آغاز از ۴ ژانویه ۲۰۱۸), مارتین میگول داگومس |
| لان اکوادور              | خوزه خواکین د اولمدو |
| LATAM Paraguay           | سیلویو پتیروسی |
| لان پرو                  | خورخه چاوز، مینیسترو پیستارینی |
| Latin American Wings     | سیمون بولیوار، کریل سر، خورخه چاوز، گاورنر فرنسیسکو گابریلی، توسن لوورتور، ال تپوال، پونتا کانا |
| Plus Ultra Líneas Aéreas | مادرید-باراخاس |
| کانتاس                   | سیدنی |
| هواپیمایی قطر            | حمد (آغاز از ۳۰ ژانویه ۲۰۱۸)، ریو دوژانیرو گالیائو (آغاز از ۳۰ ژانویه ۲۰۱۸) |
| اسکای ایرلاین            | سروو مورنو، چاکلوتا، بالماسدا، مینیسترو پیستارینی، ال لوا، کریل سر، دسیرتو دا اتاکما، اینگنیرو ارناوتیکو امبرسیو تاراولا، بالماسدا، دیگو اراسنا، لا فلوریدا، خورخه چاوز، گاورنر فرنسیسکو گابریلی، کراسکو، کانال بایو کارلوس هوت سیبرت، ال تپوال، پرزیدانت کارلوس ایبانیز دل کامپو، رسریو – ایسلس ملوینس (آغاز از ۳ اکتبر ۲۰۱۷), Temuco، پیچوی فصلی: Puerto Natales |
| یونایتد ایرلاینز         | جرج بوش |

### باری
| شرکت‌های هواپیمایی    | مقصدهای پروازی                                                                     |
| -------------------- | ---------------------------------------------------------------------------------- |
| اطلس ایر             | میامی                                                                              |
| Avianca Cargo        | ال دورادو                                                                          |
| کارگولوکس            | رافائل هرناندز، لوگزامبورگ - فیندل                                                 |
| Centurion Air Cargo  | میامی                                                                              |
| چاینا کارگو ایرلاینز | لس‌آنجلس                                                                            |
| کورین ایر            | اینچئون                                                                            |
| LATAM Cargo Chile    | مینیسترو پیستارینی، ویراکوپوس-کامپیناس، میامی                                      |
| لوفت‌هانزا کارگو      | فرانکفورت                                                                          |
| Martinair            | رافائل هرناندز، اسخیپول آمستردام، ال دورادو، خوزه خواکین د اولمدو، میامی، نیو کیتو |
| یونایتد پارسل سرویس  | مینیسترو پیستارینی، ویراکوپوس-کامپیناس                                             |